# Littleton (Colorado)
Littleton [ˈlɪtlˌtən] ist eine südliche Vorstadt von Denver, Colorado in den Vereinigten Staaten.
Ihre Einwohnerzahl belief sich zum Zeitpunkt des United States Census 2020 auf 45.652; sie lag damit im Bundesstaat an 21. Stelle. Die Verwaltung der Stadt ist als Home Rule Municipality organisiert. Littleton ist County Seat des Arapahoe Countys, das Stadtgebiet liegt teilweise auch im Jefferson County und im Douglas County.

## Geographie
Littletons geographische Koordinaten sind 39° 36′ N, 105° 1′ W.
Nach den Angaben des United States Census Bureaus hat die Stadt eine Fläche von 36,1 km², wovon 35,0 km² auf Land und 1,1 km² (=2,95 %) auf Gewässer entfallen.
Nachbarorte
Die folgenden Orte grenzen an Littleton und haben – in einigen Fällen auch nur teilweise – die gleiche Postleitzahl:
| - Acres Green - Bow Mar - Carriage Club - Centennial - Cherry Hills Village - Columbine - Columbine Valley | - Greenwood Village - Heritage Hills - Highlands Ranch - Ken Caryl - Lakewood - Lone Tree - Roxborough Park |

## Geschichte
Littleton trägt seinen Namen in Erinnerung an den Landvermesser und Ingenieur Richard Sullivan Little, der sich 1862 mit seiner Frau Angeline dort niederließ. Im Jahre 1890 stimmten die mittlerweile 245 Einwohner von Littleton für die offizielle Gründung der Stadt Littleton. Offiziell gegründet wurde sie dann am 13. März 1890.
Amoklauf
Der Ort erlangte Bekanntheit durch das Schulmassaker von Littleton am 20. April 1999, bei dem zwei Abschlussklässler zwölf Mitschüler, einen Lehrer und anschließend sich selbst erschossen. Tatsächlich befindet sich die Schule nicht in Littleton, sondern im benachbarten Columbine, einem gemeindefreien Gebiet im Jefferson County, das allerdings dieselbe Postleitzahl hat.

## Demographie
Zum Zeitpunkt des United States Census 2000 bewohnten 40.340 Personen die Stadt. Die Bevölkerungsdichte betrug 1152 Personen pro km². Es gab 18.084 Wohneinheiten, durchschnittlich 516,4 pro km². Die Bevölkerung Littletons bestand zu 91,77 % aus Weißen, 1,16 % Afroamerikaner, 0,73 % Indianern, 1,66 % Asiaten, 0,06 % pazifische Insulaner, 2,67 % gaben an, anderen Gruppen anzugehören und 1,95 % nannten zwei oder mehr Gruppen. 8,45 % der Bevölkerung erklärten, Hispanics oder Latinos jeglicher Rasse zu sein.
Die Bewohner Littletons verteilten sich auf 17.313 Haushalte, von denen in 28,0 % Kinder unter 18 Jahren lebten. 47,3 % der Haushalte stellen Verheiratete, 9,2 % hatten einen weiblichen Haushaltsvorstand ohne Ehemann und 40,0 % bildeten keine Familien. 33,3 % der Haushalte bestanden aus Einzelpersonen und in 11,1 % aller Haushalte lebte jemand im Alter von 65 Jahren oder mehr alleine. Die durchschnittliche Haushaltsgröße betrug 2,29 und die durchschnittliche Familiengröße 2,96 Personen.
Die Stadtbevölkerung verteilte sich auf 23,3 % Minderjährige, 8,2 % 18–24-Jährige, 30,1 % 25–44-Jährige, 24,2 % 45–64-Jährige und 14,2 % im Alter von 65 Jahren oder mehr. Das Durchschnittsalter betrug 39 Jahre. Auf jeweils 100 Frauen entfielen 94,5 Männer. Bei den über 18-Jährigen entfielen auf 100 Frauen 91,0 Männer.
Das mittlere Haushaltseinkommen in Littleton betrug 50.583 US-Dollar und das mittlere Familieneinkommen erreichte die Höhe von 64.671 US-Dollar. Das Durchschnittseinkommen der Männer betrug 43.698 US-Dollar, gegenüber 33.377 US-Dollar bei den Frauen. Das Pro-Kopf-Einkommen in Littleton war 28.681 US-Dollar. 6,0 % der Bevölkerung und 3,9 % der Familien hatten ein Einkommen unterhalb der Armutsgrenze, davon waren 7,5 % der Minderjährigen und 5,1 % der Altersgruppe 65 Jahre und mehr betroffen.

## Infrastruktur

### Verkehr
Littleton liegt südlich von Denver westlich der Interstate 25 und wird seit Juli 2000 durch die S-Bahn Denver Light Rail aus Denver angefahren, deren Linien C und D hier enden. Littleton ist Kreuzungspunkt verschiedener Fernstraßen:
- U.S. Highway 85
- Colorado State Highway 75
- Colorado State Highway 88
- Colorado State Highway 470

### Bildung
Neben verschiedenen Public Schools gibt es hier das Arapahoe Community College sowie das evangelikale Denver Seminary sowie die Blindenschule Colorado Center for the Blind.

## Sonstiges
In Littleton ist Alfred Packer, einer von drei jemals in den Vereinigten Staaten wegen Kannibalismus inhaftierten Personen, begraben.

## Städtepartnerschaft
Die Partnerstadt Littletons ist Bega in New South Wales (Australien).

## Söhne und Töchter der Stadt
- David Monas Maloney (1912–1995), Bischof von Wichita
- Dave Grusin (* 1934), Filmkomponist, Jazzpianist, Arrangeur, Produzent und Bandleader
- Melissa Benoist (* 1988), Sängerin und Schauspielerin
- Cody Longo (1988–2023), Schauspieler
- Alyssa Longo (* 1991), Volleyballspielerin
- Riker Lynch (* 1991), Tänzer, Sänger und Schauspieler
- Natosha Rogers (* 1991), Langstreckenläuferin
- Kristen Hamilton (* 1992), Fußballspielerin
- William Kincaid (* 1992), Langstreckenläufer
- Janine Beckie (* 1994), Fußballspielerin
- Nicole Hensley (* 1994), Eishockeyspielerin und -trainerin
- Rocky Lynch (* 1994), Sänger, Gitarrist und Schauspieler
- Ross Lynch (* 1995), Tänzer, Sänger und Schauspieler